# Vtelca
Venezolana de Telecomunicaciones (Vtelca), es una empresa estatal venezolana de capitales chinos y venezolanos de telecomunicaciones, constituida por la Corporación de Industrias Intermedias de Venezuela, S.A. (CORPIVENSA) (poseedor del 84.3% de la compañía) y la empresa china ZTE (propietaria del 15.7% restante), con una inversión estimada en 19,5 millones de dólares.
La sede de Vtelca se ubica en la  ciudad de Punto Fijo, estado Falcón, y el presidente de Vtelca es Hugo García.
Para 2015, tiene una producción de alrededor de 6000 celulares ensamblados por día con una producción en promedio de dos millones de celulares por año desde su inicio de operaciones en 2010. Durante 2014, tuvo una producción de más de 7 millones de equipos, actualmente se encuentra en expansión su capacidad de producción, incluso proyectando a fabricar sus propios circuitos electrónicos a finales de 2015, la construcción de un laboratorio de certificación, de investigación y de desarrollo de prototipos de hardware y software, y un centro de diseño. 
Actualmente ensambla solo modelos de celulares bajo la marca Orinoquia. 

## Historia
La empresa Vtelca fue creada cuando el expresidente Hugo Chávez autorizó la creación de la fábrica según Decreto Presidencial N.º 5.625 creado el 3 de octubre de 2007, publicado en gaceta oficial el 5 de octubre de 2007 y finalmente inaugurada el 18 de febrero de 2009.
Vtelca produce desde sus inicios el primer teléfono móvil ensamblado totalmente en Venezuela, el modelo c366, bautizado por el presidente Hugo Chávez como El Vergatario, y que es vendido por algunas concesionarias de la empresa de telefonía estatal Movilnet. 
El 12 de agosto de 2011, fueron lanzados a la venta los nuevos modelos de teléfonos, el Vtelca Vergatario 2, y el Vtelca Amigo. 
En septiembre de 2012, el ministro del Poder Popular para las Industrias, Ricardo Menéndez, autorizó la creación de la segunda fase, la que incluirá 5 líneas adicionales de ensamblaje, dos líneas SMT para creación de circuitos impresos, una línea de ensamblaje de accesorios, laboratorios de investigación.
En septiembre de 2013, Vtelca saca al mercado el teléfono Android Vergatario, el tercer modelo de la empresa con el sistema operativo Android, de cual se ensamblaron en promedio unas 4000 unidades al día.

## Misión
Impulsar el desarrollo del sistema económico socialista, produciendo, ensamblando y comercializando celulares y otros productos de alta tecnología y óptima calidad que generen felicidad al mayor número de venezolanos y contribuya al fortalecimiento económico y a la soberanía nacional.

## Visión
Ser reconocida por todos los venezolanos y a nivel internacional como una empresa responsable, productiva y humana, fiel cumplidora de sus compromisos con la población venezolana, con el Estado Venezolano, y con sus trabajadoras y trabajadores.

## Modelos ensamblados por Vtelca
| Nombre             | Año de lanzamiento | Modelo   | Dimensiones               | Peso  | Frecuencia                                                         | Memoria                        | Procesador                                           | Pantalla                                                                   | Cámara                                                         | Batería        | Precio                     | Imagen |
| ------------------ | ------------------ | -------- | ------------------------- | ----- | ------------------------------------------------------------------ | ------------------------------ | ---------------------------------------------------- | -------------------------------------------------------------------------- | -------------------------------------------------------------- | -------------- | -------------------------- | ------ |
| Vergatario         | 2009               | c366     | 107.5mm x 46.5mm x 13.8mm | 80g   | CDMA 1x 800 MHz                                                    | 128Mbit NOR Flash+64Mbit PSRAM | QSC6010                                              | 1.8″, 64K color CSTN / 128 x 169 píxeles                                   | 300k píxeles                                                   | 1000 mAh       | Bs. 30.00 (No Disponible)  |        |
| Vergatario 2       | 2011               | s265     | 108 x 48 x 12.4 mm        | 85g   | CDMA 800 MHz                                                       | 128 MB                         | QSC6030                                              | 2.0” 65K TFT LCD, 176 x 220 píxeles                                        | 2.0 MP                                                         | 1000 mAh       | Bs. 150.00 (No Disponible) |        |
| Vergatario 3       | 2013               | s133     | 111 x 47.7 x 12.4mm       | 85g   | GSM/GPRS/EDGE: 850/900/1800/1900MHz                                | 128MB+256MB                    | QSC1110                                              | 2.4″, TFT, 262K                                                            | 2.0 MP                                                         | 1000 mAh       | Bs. 555.00                 |        |
| Vergatario 4       |                    | s144     |                           |       |                                                                    |                                |                                                      |                                                                            |                                                                |                |                            |        |
| Vergatario 5       |                    | L110     |                           |       |                                                                    |                                |                                                      |                                                                            |                                                                |                |                            |        |
| Vergatario 5+      |                    | L111     |                           |       |                                                                    |                                |                                                      |                                                                            |                                                                |                |                            |        |
| Caribe             | 2012               | v507x    | 92mm x 52mm x 16mm        | 81g   | CDMA 800 MHz                                                       | 128+256Mbit                    | QSC6030                                              | 2.4”, QVGA, 262K color, Pantalla táctil                                    | 0.3M                                                           | -              | Bs. 160.00 (No Disponible) |        |
| Caribe 2           | 2014               | N720     | 106.8 x 59.2 x 14mm       | 105g  | GSM 850/900/1800/1900 UMTS/HSPA/850/1900/2100                      | 150 ROM                        | 600 MHz                                              | 2.8” transflective touchscreen, 262k colors 240 x 320                      | 3.2 MP                                                         | 1280mAh        | Bs. 950.00                 |        |
| Caribe 3           |                    | V791     | 116.5 x 61.2 x 13mm       | -     | GSM/GPRS/EDGE 850/900/1800/1900MHz UMTS/HSUPA 850/1900/2100MHz     | 512 MB NAND+256MB              | MT6575M, 1GHz                                        | TFT 3.5″, 320X480, 262K color                                              | 2.0MP FF (3.0MP interpolation)                                 | 1200 mAh       | Bs. 1300.00                |        |
| Amigo              |                    | s202     | 108 x 49.5 x 15.1 mm      | 82g   | GSM 850MHz                                                         | -                              | -                                                    | Mono 1.65”, 96 x 64 píxeles                                                | No                                                             | 1000mAh        | Bs 80.00 (No Disponible)   |        |
| Amigo 2            |                    | S188     | 109 x 50 x 13,5 mm        | 83g   | GSM850/1900MHz o /1800MHZ                                          | 128+32 Mbit                    | QSC 1110                                             | 1.8inch, 160×128 píxeles, 65K color LCD TFT                                | No                                                             | Li-ion 1000mAh | Bs 420.00                  |        |
| Gran Vergatario    |                    | x991     | 106.8 x 60.8 x 11.8mm     | -     | CDMA 2000 1x                                                       | 256 MB flash + 128 MB RAM      | Qualcomm QSC 1110                                    | 2.4” 320 x 240 pixel 262K                                                  | 2.0 MP CMOS                                                    | 900 mAh        | Bs. 785.00                 |        |
| Gran Vergatario 2  |                    | F310     | 107 x 59.6 x 10.9 mm      | -     | GSM850/1900Mhz ó/1800MHz                                           | 64 MB ROM                      | MT6276W (411MHz)                                     | 2.4″, QVGA, 262K TFT                                                       | 2.0 MP                                                         | 900 mAh        | Bs. 754.00                 |        |
| S186 vtelca        | -                  | S186     | 109 x 46 x 13 mm          | 85g   | CDMA 800MHz                                                        | MicroSD, hasta 4GB             | -                                                    | 1.8″ TFT 128 x 160 píxeles                                                 | 1.3 MP                                                         | 1000mAh        | Bs. 369.00 (No Disponible) |        |
| Android Vergatario | 2013               | V8200    | 123.9×63.2×9.9mm          | -     | GSM 850/900/1800/1900 WCDMA 850/1900MHz                            | 1GB EMMC+512MB                 | MSM8225 (Dual core 1.2GHz)                           | 4.0”, WVGA, Táctil Capacitiva                                              | Trasera: 8.0M Frontal: 0.3M                                    | 1690 mAh       | Bs. 2450.00                |        |
| Telepatria         | 2014               | V865M    | 143×76.2×10.1mm           | 166g  | GSM/GPRS/EDGE 850/1900MHz WCDMA/HSPA 850/1900MHz                   | 512MB                          | MT6577 (Dual core 1GHz)                              | 5.0″ WVGA, 480×800                                                         | 5.0 MP                                                         | 2500mAh        | Bs. 2020.00                |        |
| Victoria           | 2014               | VTD9977A | 134.8x65.8x7.6mm          | 120 g | GSM 850/900/1800/1900 HSDPA LTE bandas 2,4,5,17                    | 2GB                            | Qualcomm APQ8064 quad 1.7 GHz GPU Adreno 320         | 720 x 1280 pixeles, 4.7 pulgadas                                           | Trasera: 13 MP Frontal: 5 MP                                   | 2000 mAh       | Bs. 4320.00                |        |
| Telepatria 2       | 2015               | Blade L2 | 142.5×72.2×8.95mm         | -     | GSM/GPRS/EDGE 850/900/1800/1900Mhz, UMTS 850/1900 MHz              | 1GB                            | MTK 6582M Quad Core 1.3GHz                           | 5.0 inch, FWVGA 854*480, Colores 16 M Táctil Capacitiva                    | 8MP AF Flash                                                   | Li-ion 2000mAh | Bs. 5520.00                |        |
| Victoria 2         | 2015               |          | 134.8x65.7x8.5mm          | 120 g | GSM/UMTS GSM 850,900,1800,1900MHz WCDMA 900MHz,1900MHz             | 2GB                            | Qualcomm Snapdragon 400 410 Quad Core 1.2GHz 64 bits | 4.7”HD, 16.7M de Colores 1280*720 IGZO Pantalla Táctil OGS,10 multi-táctil | Trasera: 13MP Auto Foco, Flash LED Apertura F2.2 Frontal: 5 MP | 2000 mAh       | Bs. 14560.00               |        |
| Caribe 4           | -                  | -        | -                         | -     | -                                                                  | -                              | -                                                    | -                                                                          | -                                                              | -              | -                          | -      |
| Caribe 5           | 2019               | A320     |                           |       | GSM: 850/900/1800/1900 UMTS: 850/900/AWS/1900 LTE: B2/B4/B5/B7/B26 |                                |                                                      |                                                                            |                                                                |                |                            |        |